# 32025 Karanjerath
32025 Karanjerath este un asteroid din centura principală de asteroizi.

## Descriere
32025 Karanjerath este un asteroid din centura principală de asteroizi. A fost descoperit pe 29 aprilie 2000 la Socorro, New Mexico, în cadrul proiectului LINEAR. Asteroidul prezintă o orbită caracterizată de o semiaxă mare de 2,30 ua, o excentricitate de 0,16 și o înclinație de 5,2° în raport cu ecliptica.